# Metrostation Nanganallur Road

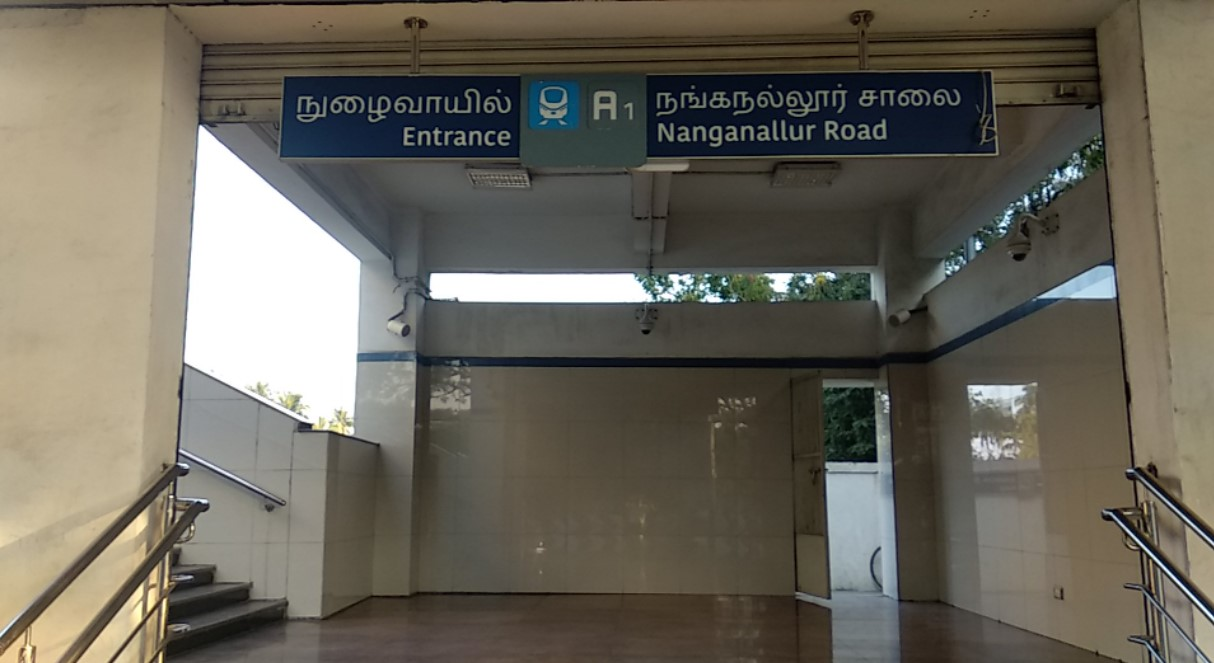
Metrostation Nanganallur Road (2022)

Die Metrostation Nanganallur Road (Tamil: நங்கநல்லூர் சாலை) ist ein oberirdischer U-Bahnhof der Metro Chennai. Er wird von der Blauen Linie bedient.
Die Metrostation Nanganallur Road befindet sich an der Grenze der Stadtteile Alandur und St. Thomas Mount an der Ausfallstraße Grand Southern Trunk Road im Süden Chennais. In unmittelbarer Nähe der Metrostation befindet sich die Offiziersakademie der Indischen Streitkräfte (Officers Training Academy). Die Station Nanganallur Road ist als Hochbahnhof konzipiert und befindet sich aufgeständert oberhalb der Grand Southern Trunk Road. Nach der Eröffnung wurde die Station dafür kritisiert, dass sie über nur einen Zugang verfügt, was es den Fahrgästen erschwert, auf die andere Seite der vielbefahrenen Grand Southern Trunk Road zu gelangen.
Die Station Nanganallur Road wurde am 21. September 2016 als Teil des ersten Streckenabschnitts der Blauen Linie eröffnet.